# مستشفى هورتون العام
مستشفى هورتون العام هو مستشفى تابع للخدمات الصحية الوطنية، يقع على طريق أكسفورد، في جناح كالثورب في بانبوري. تديره مؤسسة مستشفيات جامعة أكسفورد التابعة لهيئة الخدمات الصحية الوطنية .

## التاريخ

### ما قبل عام 1948
أقدم جزء من المستشفى هو منزل إلمز الإيطالي الواقع على طريق أكسفورد، وهو عبارة عن فيلا كبيرة بُنيت عام 1863 لصالح جوناثان جيليت، أحد كبار شركاء بنك جيليت.
أنشيء الجزء الرئيسي من المستشفى هديةً من ماري آن هورتون، وريثة محلية. صمّمه المهندس المعماري تشارلز هنري درايفر وبناه فرانكلين وأولاده ديدنجتون . بدأت أعمال البناء في 19 يوليو 1869  وافتتح عام 1872.
أصبح سي إل إتش بيمبرتون أول طبيب فخري في المستشفى وعضواً في لجنة الإدارة في عام 1872. أضيف جناحٌ للأطفال عام 1897.
كان عام 1926 عامًا بالغ الأهمية، حيث عُيّن أول جراح مقيم وتخصصت المستشفى كمدرسة تدريب للممرضات في ذلك العام. في النصف الثاني من الثلاثينيات، أُعدّت الخطط لبناء مباني جديدة واسعة النطاق: شُيّدت هذه المباني في الأربعينيات والخمسينيات والستينيات من القرن الماضي.

### 1948-1999
بدأ المستشار الأول العمل في المستشفى عام 1945. أصبح المستشفى جزءًا من الخدمة الصحية الوطنية في عام 1948.
أصبح منزل إلمز الإيطالي الواقع على طريق أكسفورد وحدة الطب النفسي المحلية في عام 1961. أصبح المستشفى صندوقًا للخدمات الصحية الوطنية في أبريل 1993.

### 2000 وما بعده
عام 2005، انتشرت شائعات بأن المستشفى قد يضطر إلى الإغلاق. أدى هذا إلى بدء حملة قادها نائب بانبري، توني بالدري ، ونسبة كبيرة من سكان المدينة، لإبقاء المستشفى مفتوحًا. ثبت أن الشائعات لا أساس لها من الصحة، وألغى وزير الصحة الخطط بالفعل.
وافقت مجموعة التكليف السريري في أوكسفوردشاير على خطط مثيرة للجدل لخفض مستوى خدمة الأمومة في المستشفى بشكل دائم إلى وحدة تقودها القابلات فقط في أغسطس 2017، لكن لجنة إعادة التشكيل المستقلة أوصت في مارس 2018 بأنه "يلزم اتخاذ مزيد من الإجراءات محليًا قبل اتخاذ قرار نهائي بشأن المستقبل". لخدمات الأمومة في أوكسفوردشاير”.

## روابط خارجية
- الموقع الرسمي
- Inspection reports from the Care Quality Commission

قالب:NHS hospitals in South East England